# Primulina baishouensis
Primulina baishouensis là một loài thực vật có hoa trong họ Tai voi. Loài này được Y.G.Wei, H.Q.Wen & S.H.Zhong mô tả khoa học đầu tiên năm 2000 dưới danh pháp Chirita baishouensis.